# Johannes Boese (Bildhauer)

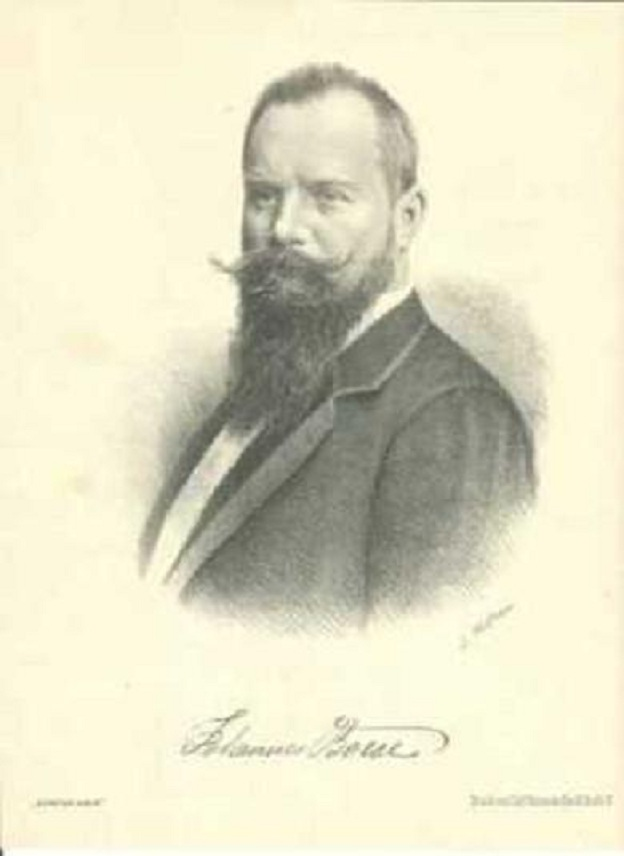
Johannes Boese um 1900

Johannes Boese, auch Johannes Böse, (* 27. Dezember 1856 in Ostrog, Landkreis Ratibor als Johann August Boese; † 20. April 1917 in Berlin-Schöneberg) war ein deutscher Bildhauer, Medailleur und Hochschullehrer.
Johannes Boese stand in der Tradition der Rauchschule und gilt als Vertreter eines gemäßigten Naturalismus. Einen Namen machte er sich 1888 mit dem Kriegerdenkmal Fahnenträger auf dem Neuen Garnisonfriedhof im heutigen Berlin-Neukölln, das als sein Hauptwerk gilt. Bekannt wurde er zudem durch eine Denkmalgruppe für die Berliner Siegesallee. Neben seiner künstlerischen Tätigkeit engagierte sich Johannes Boese verbandspolitisch. Als Professor lehrte er an der Berliner Kunstakademie.

## Leben und künstlerische Entwicklung
Johannes Boese war ausgebildeter Holzbildschnitzer. Nach der Ausbildung besuchte er die Gewerbeschule in Gleiwitz. Im Jahr 1877 trat er in die Berliner Kunstakademie ein und studierte hier bis 1883 bei Albert Wolff und Fritz Schaper Bildhauerei. 1883 wurde er Meisterschüler von Albert Wolff, der zu den führenden Vertretern der Rauchschule innerhalb der Berliner Bildhauerschule gehörte.
Nach Darstellung von Uta Lehnert strebte Boese die Laufbahn eines Kunstgewerblers oder Architekten an. Er schuf in seiner ersten Schaffensperiode hauptsächlich kunstgewerbliche Plastiken und versuchte über diese Arbeiten – wie die Uhr im großen Saal des Geschäftshauses der Großen Berliner Straßenbahngesellschaft – zur Baukunst zu kommen. An diesem Berufsziel hielt er auch nach seinem ersten größeren Erfolg mit der Arbeit Narcissus von 1883 fest, die 1888 auf der Weltausstellung in Melbourne eine Auszeichnung erhielt. Erst nach der Anerkennung, die er für das Kriegerdenkmal auf dem Garnisonfriedhof erhielt, und nach dem Gewinn weiterer Wettbewerbe entschied sich Boese Anfang der 1890er Jahre für die Monumentalplastik.
Im Jahr 1887 hatte Boese die Statuette Kaiser Wilhelm I. mit der Leselupe geschaffen, eine Arbeit, die ihn mit dem späteren Kaiser bekannt machte und die ihm die Tür für weitere Aufträge öffnete. Kaiser Wilhelm II. erwarb die Statuette für seine Privatwohnung und verschenkte mehrere Repliken, unter anderem an Helmuth Karl Bernhard von Moltke und Bernhard von Bülow. So erhielt Boese den Zuschlag für das Fischerbrückendenkmal (Albrecht der Bär, 1894) auf ausdrücklichen Wunsch des Kaisers, obwohl Reinhold Felderhoff ein vielbeachtetes Modell für das Monument vorgelegt hatte. Einer der bei den Bildhauern aus finanziellen Gründen sehr begehrten Aufträge für die Siegesallee fiel Boese im Gegensatz zu den meisten Künstlerkollegen ohne Bewerbung zu.

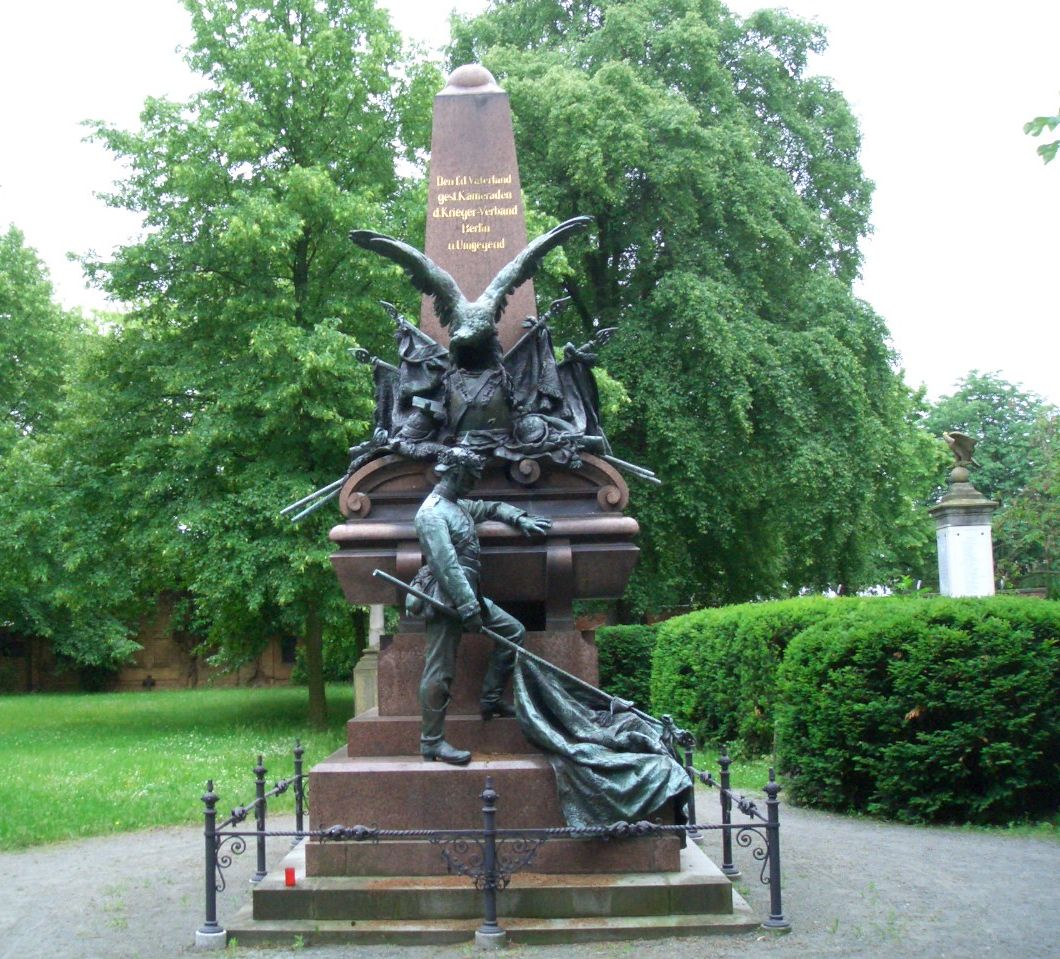
Fahnenträger auf dem Neuen Garnisonfriedhof, 1888

1895 gehörte Boese zu den zehn prämierten Bildhauern im Wettbewerb Sprea, den der Berliner Magistrat ausgeschrieben hatte, um die Spree mit einer marmornen Statue in der Vorhalle des Magistratssitzungssaals im Berliner Rathaus zu versinnbildlichen und zu personifiziere. Den Zuschlag für die Arbeit erhielt letztlich allerdings Jeremias Christensen.
Für das 1902 in Posen aufgestellte Denkmal für Kaiser Friedrich III. erhielt Boese den Professorentitel an der Berliner Kunstakademie. Zu seinen Schülern zählte der Bildhauer Georg Meyer-Steglitz. Boese war Mitglied im Verein für die Geschichte Berlins und im Verein Berliner Künstler (VBK). Anfang der 1890er Jahre gehörte er zum Vorstand der Bildhauervereinigung der Berliner Kunstgenossenschaft. 1899 berief ihn die Gesellschaft Bildender Künstler (GBK) in ihre Ausstellungskommission. Zudem war Boese Mitglied der literarischen Gesellschaft „Sammetbrüder“. Er war Träger des preußischen Roten Adlerordens IV. Klasse.
Boese war seit 1889 mit Martha Weiß (1863–1943) verheiratet. Ein Sohn war der Intendant Carl-Heinz Boese.
Seine letzte Ruhe fand Boese auf dem Friedrichshainer Georgen-Parochial-Friedhof II.
Der zeitgenössische Kunstkritiker Max Rapsilber sah laut Darstellung von Lehnert in Boeses Werken klassische Ruhe und hellenisches Ebenmaß unbewußt von germanischem Realismus und modernem Stimmungstemperament beseelt. Lehnert charakterisiert den Bildhauer als Vertreter eines gemäßigten Naturalismus, der die Grenzen des Konventionellen nicht überschritten und sich auch nicht zur Moderne bekannt habe. Er habe keinen persönlichen Stil entwickelt und sein Renommee sei in Künstlerkreisen eher unbedeutend geblieben.

## Werke (Auswahl)

### Kriegerdenkmal Garnisonfriedhof
Als Hauptwerk Boeses gilt sein Kriegerdenkmal Fahnenträger von 1888 auf dem heutigen Friedhof Columbiadamm in Berlin-Neukölln, dem ehemaligen Neuen Garnisonfriedhof am Tempelhofer Park, gegenüber dem Volkspark Hasenheide. Das Denkmal für die Gefallenen der Kriege von 1866 und 1870/71 wurde von der Bildgießerei Schäffer & Walcker in Bronze gegossen.
Vor einen Obelisken als traditionelles Siegeszeichen hat Boese einen lebensgroßen preußischen Soldaten mit gesenkter Fahne gestellt, der um seine getöteten Kameraden trauert. Die Gürtelschnalle der Uniform zeigt in der Mitte eine Krone und trägt im Halbrund die Inschrift: Gott mit uns. Am Ende der Fahne sind die beiden Signaturen eingraviert: Geg. Ad Ges. Schaeffer & Walcker und J. Boese 1888. Über dem Soldaten thront wie bei vielen Denkmälern für diese Kriege der schwarze Preußische Adler mit ausgebreiteten Schwingen. Auf dem Obelisken über dem Adler ist die fünfzeilige Ehrung angebracht: Den f. d. Vaterland • gest. Kameraden • d. Krieger-Verband • Berlin • u. Umgegend.
Die Rückseite des Obelisken zeigt eine Bronzeplatte mit einem Glockenrelief zum Gedenken an die Fallschirmjäger und Zeilen zum Gedächtnis an weitere Gefallene des Zweiten Weltkriegs.

### Denkmal Albrecht der Bär auf der Fischerbrücke

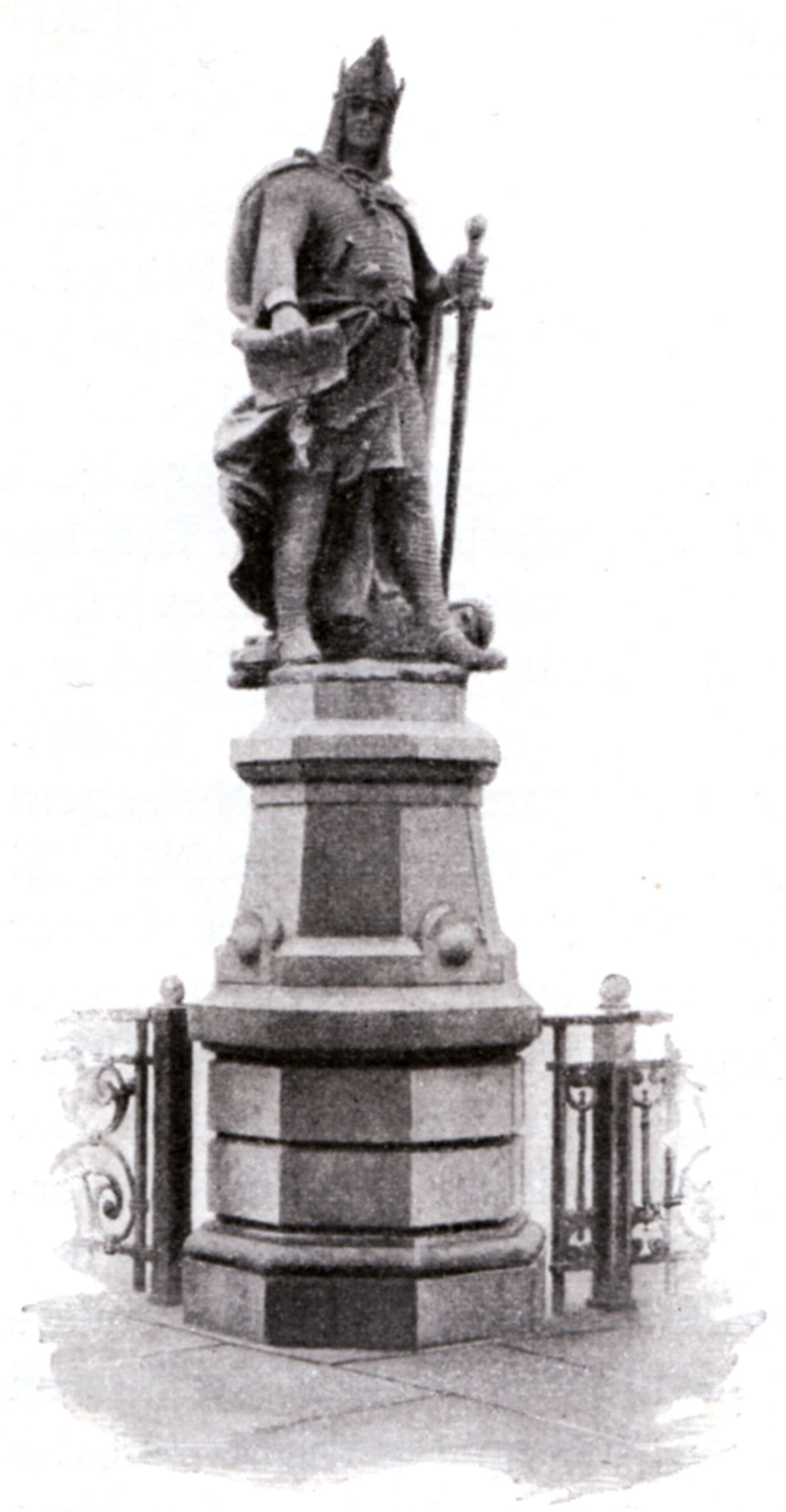
Fischerbrückendenkmal, 1896

1894 schuf Boese das Monument für Albrecht den Bären, 1157 Gründer der Mark Brandenburg und ihr erster Markgraf. Das Standbild wurde zusammen mit seinem Pendant, dem Denkmal Waldemars des Großen von Max Unger, auf der neuerbauten Fischerbrücke des Mühlendamms aufgestellt; beide Statuen sind nicht mehr vorhanden. Das Denkmal wurde in Bronze gegossen und stellte Albrecht im Kettenpanzer dar. Die Arbeit fand bei Kaiser Wilhelm II. – Auftraggeber und Finanzier der Siegesallee – großen Beifall und hat nach Darstellung des Kunstkritikers Max Rapsilber „recht eigentlich den Anlaß zur Anlage der Siegesallee“ gegeben.

### Denkmalgruppe Siegesallee

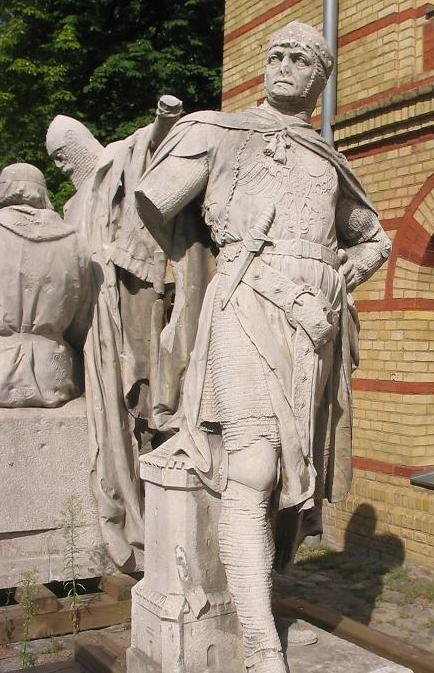
Standbild Albrecht II. aus der Siegesallee, hier 2009

Für die Siegesallee schuf Boese die Denkmalgruppe 4 mit dem zentralen Standbild Albrechts II. und den beiden Nebenfiguren von Eike von Repgow, dem Verfasser des Sachsenspiegels, und von Hermann von Salza, Hochmeister des Deutschen Ordens. Die Enthüllung fand am 22. März 1898 statt. Da keine authentischen Bildnisse Albrechts existierten, orientierte sich Boese bei der Gestaltung an seinem Denkmal von 1894 für Albrecht den Bären, den Großvater Albrechts II. Boese stellte den vierten Brandenburger Markgrafen in theatralischer Pose mit Panzerhemd und vorgestelltem Bein, das Schwert fest im Griff, als Beschützer der Mark dar. Eine zeitgenössische Darstellung beschrieb das Denkmal des Brandenburger Markgrafen wie folgt:

„Der Markgraf, im Kettenpanzer mit hochgeschlagener Kapuze, ist in kampfbereiter Stellung aufgefaßt, wie er mit gezogenem Schwerte eine Burg, vermutlich die im Jahre 1215 errichtete Grenzfeste Oderberg schützt. Das Haupt des energisch blickenden Fürsten schmückt ein schmaler Kronreif; um das mit dem märkischen Adler geschmückte Waffenhemd schlingt sich ein breiter Ziergürtel, ein langer Mantel fällt, von der Linken zusammengehalten, malerisch nach hinten herunter.“

Boese modellierte Eike von Repkow bei dessen Arbeit am Sachsenspiegel, dem bedeutendsten und, gemeinsam mit dem Mühlhäuser Reichsrechtsbuch, ältesten Rechtsbuch des deutschen Mittelalters. Den Hochmeister des deutschen Ordens stellte der Bildhauer als alten, energischen Mann in aufrechter Haltung mit der linken Hand auf der Brust dar. Die Urkunde in seiner rechten Hand und ein über die ungewöhnliche Sturmhaube gezogener Kronreif verweisen auf Salzas Erhebung in den Fürstenstand. Die Architektur des zerstörten Podests wies eine originelle Ornamentik der Sockelfriese auf: Ein gefesselter Türke sollte an Salzas Beteiligung an den Kreuzzügen erinnern. Eine Eule und ein Papagei symbolisierten die wissenschaftliche Orientierung und Weisheit von Repkow sowie sein gottgefälliges Leben. Ein Löwenhaupt habe für die widerstreitenden Mächte in Albrechts Regentschaft gestanden. Zur Gruppe insgesamt kritisiert Lehnert, dass die drei Personen beziehungslos dargestellt seien und beliebig zusammengestellt wirkten. Die Architektur verweise auf das Unvermögen des Bildhauers zu einer aufeinander abgestimmten, harmonischen Nischenarchitektur. Die beschädigten Figuren ruhen seit Mai 2009 in der Zitadelle Spandau.

### Weitere Werke
- 1883: Narcissus (1888 auf der WA in Melbourne ausgezeichnet)
- zwischen 1883 und 1889: Uhr im großen Saal des Geschäftshauses der Großen Berliner Straßenbahngesellschaft
- 1885: Relief Empfang der Hugenotten durch den Großen Kurfürsten an der Fassade des Französischen Domes in Berlin-Mitte

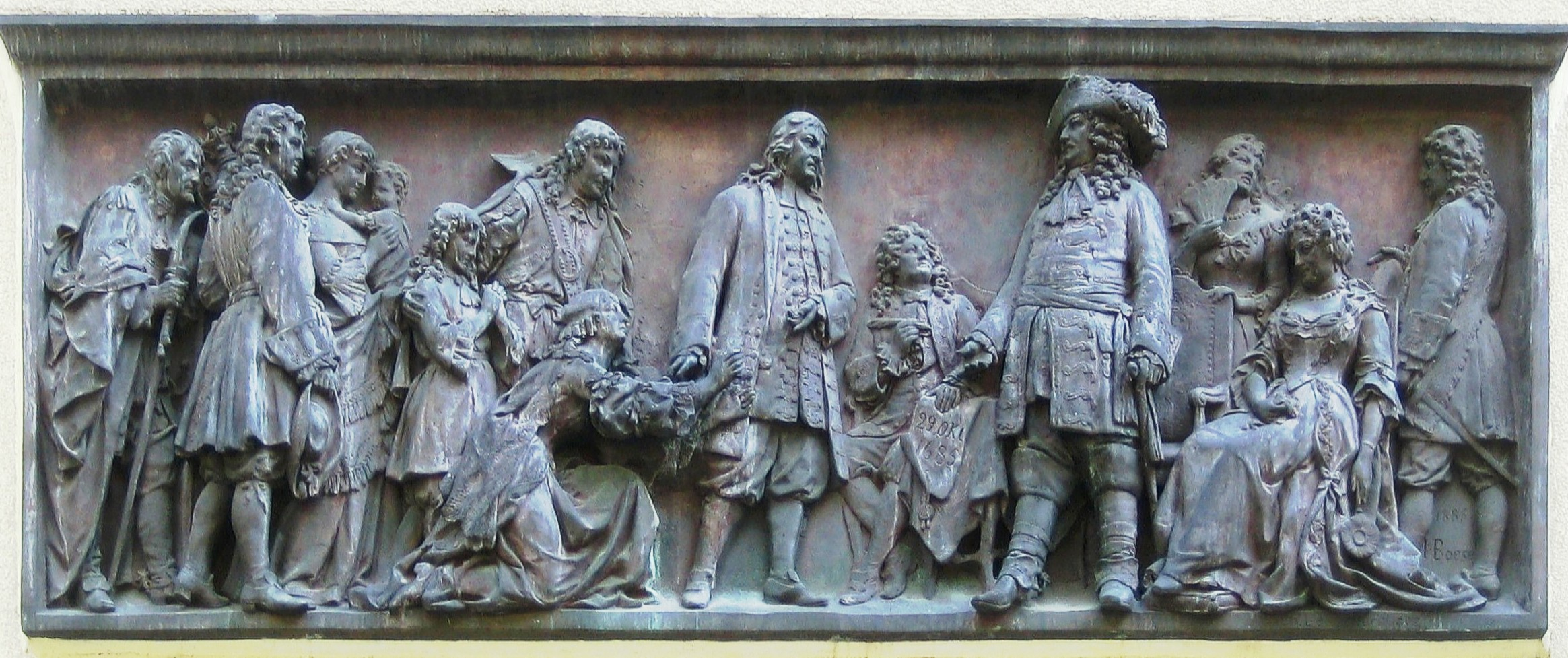
1885, Relief am Französischen Dom „Empfang der Hugenotten durch den Großen Kurfürsten“

- 1886: Obelisk Den Schöpfern dieser Anlage im Lennépark Frankfurt (Oder)[14]
- 1887: Statuette Kaiser Wilhelm I. mit der Leselupe (mehrere Repliken)
- 1888: Kriegerdenkmal auf dem Friedhof Columbiadamm hinter der Hasenheide in Berlin-Neukölln (Abschnitt weiter oben)
- 1888–1891: Kriegstrophäen an den Vorköpfen der Pfeiler der Moltkebrücke in Berlin-Moabit

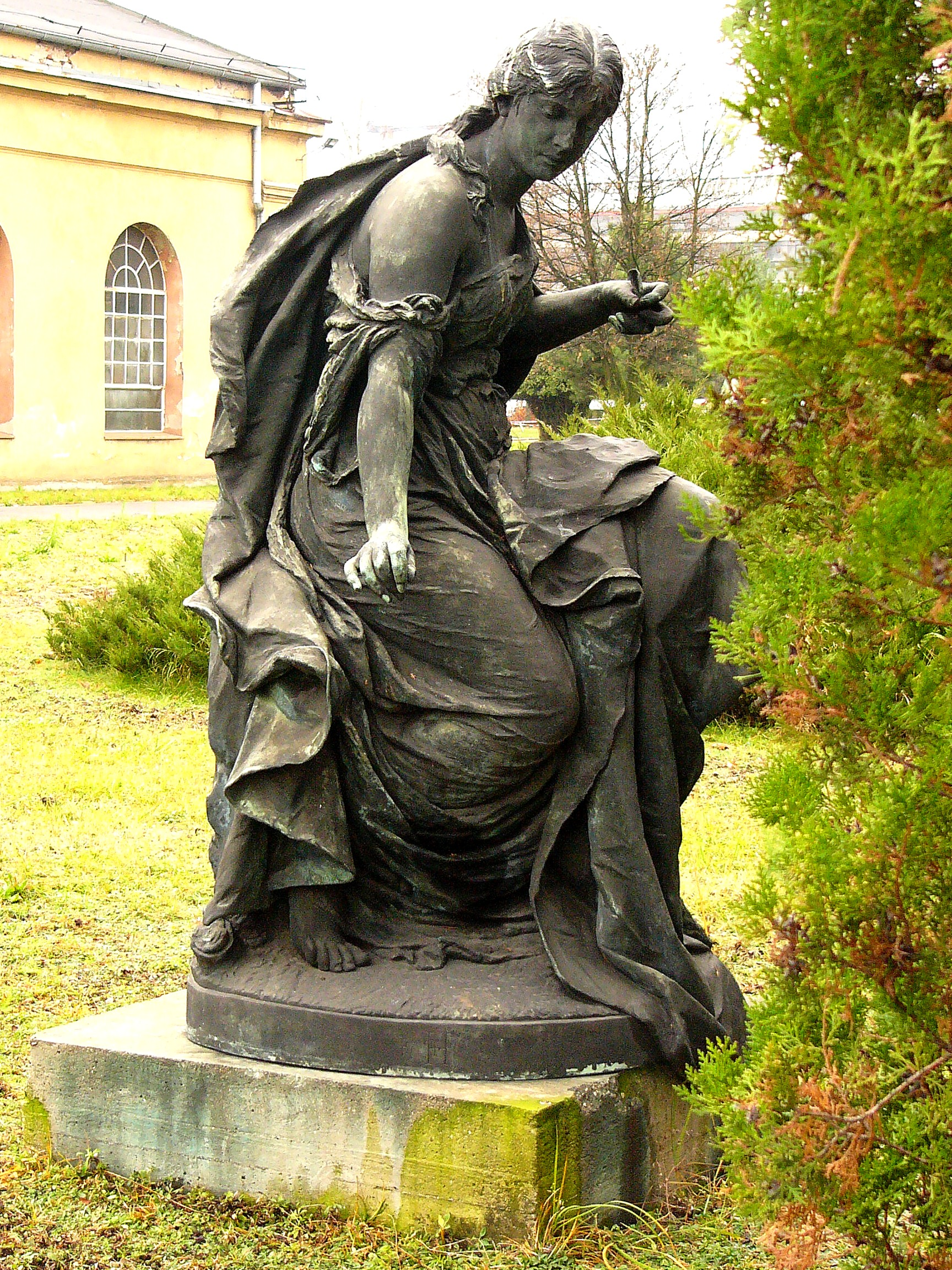
Industrie-Figur eines Familiengrabes am Coseler Friedhof in Gleiwitz, heute auf dem Gelände der Eisengießerei, 1892

- 1893–1894: einer der vier Bronzebären der neu erbauten Moabiter Brücke in Berlin (die anderen von Karl Begas, Johannes Götz und Carl Piper)[15]
- 1894: Standbild des Markgrafen Albrecht der Bär, Mühlendammbrücke (Fischerbrücke) in Berlin-Mitte
- 1894–1895: Standbild des Königs Friedrich I. („im Alter seiner Thronbesteigung“); die angegebene Herstellungszeit bezieht sich auf die Anfertigung eines Gipsmodells. Dieses wurde bis 1903 nunmehr aus Marmor geschlagen. Das steinerne Denkmal befand sich bis 1950 im Weißen Saal des Berliner Stadtschlosses. Nach dessen Abriss gelangte die Statue dauerhaft in das Neue Palais in Potsdam.[16][17]
- 1896: Büste von Werner von Siemens am Gewölbe der Oberbaumbrücke in Berlin
- 1897–1898: Reiterstandbild Kaiser Wilhelms I. auf dem Breslauer Platz in Liegnitz; Gesamthöhe ca. 11,5 m, Reiterstandbild 4,60 m, Kosten 80.000 Mark, 1945 zerstört
- 1898: Standbild Kaiser Wilhelms I. in Neustadt
- 1898: Denkmalgruppe 4 mit dem Standbild des Markgrafen Albrecht II. und Assistenzbüsten zu Eike von Repgow und Hermann von Salza in der Siegesallee in Berlin-Tiergarten (siehe Abschnitt weiter oben)
- 1898?: Porträttondo des Schauspielers Ernst Formes auf dem Alten Domfriedhof der St.-Hedwigsgemeinde in Berlin-Mitte; Bronzerelief verschwunden
- 1900: Standbild Kaiser Wilhelms I. in der Ruhmeshalle in (Wuppertal-)Barmen, eingeweiht am 24. Oktober 1900 durch Wilhelm II., Ausführung in Carrara-Marmor; Das Standbild zeigt Wilhelm I. mit dem Krönungsmantel vor seinem Thron, die rechte Hand hält das Reichsschwert, die linke trägt die Urkunde, in der sein Vermächtnis und sein Werk – die Errichtung des Deutschen Kaiserreichs – verzeichnet sind. Das Honorar für Boese betrug 23.000 Mark.[18]
- 1900: Standbild Kaiser Wilhelms I. in Brieg
- 1902: Denkmal für Kaiser Friedrich III. auf dem Wilhelmplatz in Posen, enthüllt am 4. September 1902; Die Statue stellte den Kaiser in der Uniform eines Feldmarschalls mit übergeworfenem Hohenzollernmantel dar. In seinem Entwurf hatte Boese einen zu Füßen des Denkmals gebückt stehenden Bauern vorgesehen, der an den ländlichen Charakter der Provinz Posen erinnern und der Kaisergestalt die Züge eines gnädigen, zugänglichen Herrschers verleihen sollte. Kaiser Wilhelm II. verhinderte die Ausführung dieses Details.[19] Für dieses Denkmal erhielt Boese angeblich den Professorentitel.
- 1903: Denkmal mit Doppel-Relief der Kaiser Wilhelm I. und Friedrich III. in Pless, davor ein Infanterist mit Fahne
- 1905: bronzene Porträtplakette für das Familiengrab Theodor Lobe auf dem Friedhof Radebeul-West

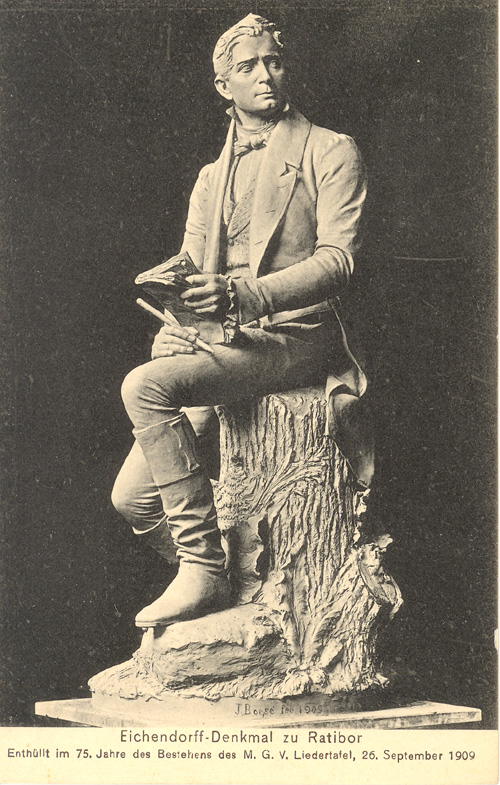
Eichendorff-Denkmal in Ratibor, 1909

- 1909: Sitzstatue für Joseph von Eichendorff in Ratibor, der wie Boese dort geboren wurde; Die Statue zeigt den Dichter auf einem Baumstumpf sitzend, einen Finger in das auf seinen Knien liegende Buch gesteckt, den Blick in die Ferne gerichtet. Das Denkmal wurde 1994 erneut errichtet mit einer Kopie von Georg Latton.
- 1910: Reiterstandbild Kaiser Wilhelms I. auf dem Stefansplatz in Stolp
- 1910: Reiterstandbild des Fürsten Leopold von Hohenzollern-Sigmaringen auf dem Leopoldsplatz in Sigmaringen
- 1910: Reiterstandbild (in halber Lebensgröße) des Fürsten Leopold von Hohenzollern-Sigmaringen im Hof der Burg Namedy
- 1913: Büsten von Adolphus Busch und Lilly Anheuser-Busch für Schloss Höhenried, im Busch-Reisinger Museum[20]
- 1917 (1916?): Grabmal der Schauspielerin Anna Schramm auf den Friedhöfen der Jerusalem- und Neuen Kirche in Berlin-Kreuzberg

sowie undatiert:
- diverse Büsten, unter anderem für Albert Wolff, James Hobrecht, den Herzog von Ratibor, Emil Frommel, Oskar Pintsch